# میدولدا
میدولدا (به هلندی: Midwolda) یک منطقهٔ مسکونی در هلند است که در شهرستان الدآمبت واقع شده‌است. میدولدا ۳٫۵۲ کیلومتر مربع مساحت و ۲٬۰۳۰ نفر جمعیت دارد.